# Waitakere (fleuve)
Pour l’article homonyme, voir Waitakere.
Le fleuve Waitakere  (en anglais : Waitakere River) est un cours d’eau de la région d’ Auckland dans l’Île du Nord de la Nouvelle-Zélande.

## Géographie
Il s’écoule vers le nord puis vers l’ouest à partir de sa source dans la chaîne de Waitakere, atteignant la mer de Tasman au niveau de la ville de Te Henga (Bethells Beach), vers le sud de Muriwai Beach. La partie supérieure de la rivière  est fermée par des barrages pour former le Waitakere Reservoir. Les chutes de “Waitakere Falls”, juste en dessous du barrage ont 95 m de haut et sont la troisième plus hautes chutes d’eau de l’île du Nord
.